# Team Bury F.C.
Team Bury F.C. là một câu lạc bộ bóng đá Anh đến từ Bury St Edmunds, Suffolk. Gồm các cầu thủ hầu hết từ West Suffolk College Football Academy, là đội dự bị và đội bổ sung của Bury Town, nơi có sân nhà Ram Meadow Ground. Đội hiện đã giải thể.

## Lịch sử
Câu lạc bộ được thành lập năm 2005 với tên gọi West Suffolk College F.C., và gia nhập Division Two của Essex and Suffolk Border League. Trong mùa giải đầu tiên họ về đích thứ 2, giành quyền thăng hạng Division One. Sau khi vô địch Division One mùa giải 2006–07, họ tiếp tục được thăng hạng. Mùa giải 2008–09 câu lạc bộ về đích thứ 2 trong Premier Division, và được chấp thuận lên thi đấu tại Division One của Eastern Counties League. Mùa giải 2009–10 họ vô địch Suffolk Senior Cup, khi đánh bại Capel Plough 2–0 trong trận chung kết.
Đội kết thúc mùa giải 2017-18 của Division One ở vị trí cuối cùng,  và giải thể vào tháng 7 năm 2018. 

## Danh hiệu
- Essex & Suffolk Border League[3]
  - Division One Vô địch 2006–07
- Suffolk Senior Cup
  - Vô địch 2010

## Kỉ lục
- FA Cup[3]
  - Vòng Sơ loại 2010–11
- FA Vase
  - Vòng 2 2011–12